# Frederic Llansó i Seguí
Frederic Jeroni Llansó i Seguí (Maó, 20 de maig de 1862 - Barcelona, 30 de gener de 1933) va ser doctor en Medicina i polític menorquí, diputat a les Corts espanyoles durant la restauració borbònica per la circumscripció electoral de l'illa de Menorca al llarg dels primers decennis del segle xx. Ho feu sempre en llistes republicanes i liberals de l'època.

## Biografia
Nascut a Maó el 20 de maig de 1862, fill de pare català i de mare maonesa, ambdós molt lligats a l'illa de Menorca, malgrat la mobilitat geogràfica que marcà la biografia de totes dues branques familiars. L'esposa, Isabel Seguí Michel, provenia, en efecte, de la família benestant maonesa dels Seguí-Michel, que havia donat homes de carreres superiors.
Frederic Llansó, pare, havia casat amb Isabel Seguí Michel, germana de l'advocat Pere i del metge Marcel·lí, tots dos universitaris que havien cursat estudis a França, gaudint d'un privilegi que, aleshores, no era ben bé infreqüent entre determinades famílies burgeses de la ciutat de Maó. El matrimoni se celebrà el 17 de març de 1843, a Maó, beneït pel rector castrense i vicari general interí Joan Pons. També Frederic Llansó, pare, era metge. Havia nascut a Manresa, a la comarca del Bages. Vingué a Menorca com a facultatiu metge del Primer Batalló d'Infanteria de Còrdova, núm. 101, amb destinació a l'illa de Menorca. En l'acte matrimonial actuà com a apoderat el doctor en lleis Joan Seguí Pons. Els pares d'aquest Frederic (avis del metge i polític) nomien Antoni Llansó, natural de La Bajol (o La Vajol, en la forma normativa catalana correcta d'avui); i Llúcia Oriol, de Figueres, també una localitat, com la primera, situada a l'Alt Empordà gironí. En casar-se la parella, ella tenia 16 anys i el nuvi, 28.
De la mobilitat del pare, en tenim mostra, no ja en el fet de procedir de Manresa, d'haver-se casat a Maó i d'haver exercit la Medicina a l'illa de Menorca, sinó en una reial ordre de Sanitat Militar que, a títol d'exemple, ens informa que, amb data de 16 d'octubre de 1851, va ser enviat per trasllat a l'hospital militar de Valladolid, just en un moment en què era primer ajudant metge del de Maó.
La casa natal de Frederic, fill, està situada al carrer de la Infanta de Maó, amb una placa commemorativa sobre la façana del número 74, que hi recorda l'efemèride.

## Primers anys
Va fer l'ensenyament secundari a l'institut de la seva ciutat natal, en el qual centre docent el veiem graduat de batxiller en el curs acadèmic de 1876-77, amb qualificacions d'excel·lent. En aquest sentit, la premsa local de Maó escriví: «Han recibido el grado de bachiller en el Instituto oficial de esta ciudad los jóvenes don Federico Llansó, don Antonio Cardona, don Domingo Pons, don Antonio Villalonga, don Juan Allés, don Lorenzo Pons, don Juan Pons y don Francisco Alcaraz, no pudiendo menos de felicitarles, lo mismo a sus familias». Fou, però, a la capital catalana on va cursar els estudis de Medicina, una carrera que havia acabat abans de complir 20 anys, també amb qualificacions acadèmiques excel·lents. La llicenciatura li va ser atorgada l'octubre de l'any 1882, mentre que el doctorat l'assolí el 1883 a la Universitat Central de Madrid, com era preceptiu de fer-ho aleshores. Tornà a l'illa després de feta la defensa el 5 de juliol de 1883, amb grans elogis de la premsa local, la qual hagué de remarcar les qualificacions acadèmiques d'excel·lent que li havien estat donades. El Liberal de Maó, escriví: «Uno de estos días ha obtenido el grado de Dr. en Medicina y Cirugía en la Universidad Central con la nota de sobresaliente nuestro amigo y paisano D. Federico Llansó. Reciba el joven doctor lo mismo que su apreciable familia nuestra más cordial enhorabuena».
El desembre de 1884 va ser nomenat per la Direcció General d'Instrucció Pública de l'Estat com a professor auxiliar interí de la secció de Ciències de l'institut de secundària de Maó.

## Activitat mèdica
L'any 1888, després d'unes oposicions, assolides amb el número u, demanà d'ingressar al cos de Sanitat Marítima. Aleshores, era subdelegat de Medicina i Cirurgia a Menorca, però hi renuncià «para poder servir la plaza de secretario médico de Sanidad de La Selva, en la provincia de Gerona, de la cual ha tomado posesión».
Uns anys després, aprofitant la renúncia del seu cunyat, el Dr. Marcel·lí Seguí i Michel, al capdavant del càrrec de metge de l'Hospital Civil de Maó i que havia desenvolupat en els darrers trenta-dos anys, Llansó hi fou nomenat substitut, amb data de 21 de juliol de 1890.
L'any 1892, en fundar-se l'Associació Médico-Farmacèutica de Maó i d'haver-s'hi nomenat la primera junta directiva, Llansó hi va ser elegit per al càrrec de secretari, sota la presidència del metge que actuava llavors com a subdelegat de Medicina de Menorca, i la vicepresidència del subdelegat de Farmàcia de l'illa.
A finals del segle xix, però, va traslladar la residència a Barcelona, ben segur que per continuar amb els seus deures de metge de Sanitat Portuària. Hagué de ser un segon trasllat a la capital catalana, ara amb caràcter definitiu. En la sessió municipal de l'Ajuntament de Maó del 6 de setembre de 1898, se’n va donar compte del canvi administratiu com a veí empadronat a Maó: «Accediendo a lo solicitado por don Federico Llansó Seguí, se acordó darlo de baja en el padrón de vecinos de esta ciudad en unión de su familia para que pueda ser alta en el de Barcelona, en donde trata de fijar su residencia». A més, per un altre anunci de premsa sabem que l'estiu de 1918 (dia 7 de juliol) va fer la mudança del domicili barceloní al Passeig de Gràcia 84, 1r pis, on també hi va obrir el seu consultori. De fet, tenim constància que es va donar de baixa del padró municipal de Maó el setembre de 1898. Aviat, però, hi va demanar una excedència, de la sanitat marítima, i s'animà a obrir una consulta mèdica privada, que resultaria ser molt freqüentada pels menorquins que buscaven millors remeis que els que hi havia llavors a la medicina de l'illa. La tingué instal·lada al Passeig de Gràcia. També va combinar la feina com a facultatiu amb la de professor universitari. Així, fou ensenyant auxiliar d'Història Natural a la Universitat de Barcelona.
Estava casat amb Teresa Seguí (morta a Barcelona el 24 de novembre de 1904). El matrimoni tingué sis fills: Elisa, Paulina, Frederic, Ferran, Teresa i Mercè, que cultivaven freqüents visites i estades a l'estimada l'illa de Menorca. La finca de s'Aranjassa des Mercadal, propietat familiar situada dalt d'un turonet del Camí d'en Kane, al peu del Toro, sens dubte hi actuava d'aglutinant i de punt d'atracció per a la nissaga Llansó durant molts anys.

## Activitat política
Des del punt de vista polític i parlamentari, el Dr. Llansó va ser, en una primera etapa, candidat republicà per Menorca, amb moltes afinitats dins la línia del republicanisme federalista, i, per tant, seguidor de la doctrina de Francesc Pi i Margall. Abraçat a aquesta ideologia, fou diputat per Menorca en nom i representació de les candidatures d'Unió Republicana de Menorca a les eleccions generals espanyoles del 1910. Va ser dins aquesta legislatura que tramità la proposició de llei de descentralització administrativa per a les Illes Balears (2 de juliol de 1912), a l'articulat de la qual es reclamava un règim administratiu especial per a les illes de Menorca i Eivissa (inclosa la Pitiüsa menor de Formentera), tot aprofitant el clima favorable a la concessió de «cabildos» per a les illes Canàries que llavors havia començat a aplicar-se amb prou èxit i prou acceptació popular.
Ara bé: la seva primera experiència electoral fou l'any 1907, quan rebé la nominació per lluitar per l'escó del districte de Menorca. La nominació li havia estat atorgada en una reunió republicana de caràcter insular que havia tingut lloc as Mercadal, el diumenge 17 de març de 1907. Tingué la confirmació per unanimitat i, just després de l'atorgament de la confiança dels republicans menorquins, la notícia va ser de seguida telegrafiada al president de la Unión Republicana Española, Nicolás Salmerón. El Dr. Llansó, però, perdé les eleccions davant el candidat monàrquic i de dretes Josep d'Olives Magarola, de Ciutadella. Tot i tenir, és clar, la conformitat del mateix Dr. Llansó, la seva elecció com a “cartell” electoral es feu en absència seva, ja que ell es trobava a Barcelona. El 5 d'abril, però, va viatjar a l'illa, i als molls de port de Maó va ser rebut amb gran entusiasme dels correligionaris, entre ells, el venerable líder maonès Pere Pons Sitges.
En efecte, aquest, potser, va ser el fet més important de les seves etapes de diputat.
Abans, l'any 1911, havia intentat aconseguir parlamentàriament el lliure conreu del tabac de pota per a Menorca, per bé que no ho aconseguí. També el seu antecessor a les Corts, el republicà Rafel Prieto i Caules, havia fracassat en un mateix intent quan va obtenir la primera de les seves nou actes al Congrés, a les constituents de 1869.
També en aquests primers anys del segle XX Llansó, al Congrés, va aconseguir que fossin aprovats els pressuposts dels fars de Punta Natí (Ciutadella) i de Favàritx (Maó), a més de l'enllumenat interior del port de Maó.
Amb molt disposició, l'any 1911 va participar en la constitució del Círculo Menorquín, a Barcelona, una societat de lleure i de socors mutus que reunia menorquins residents a la capital de Catalunya. El Dr. Llansó hi va ocupar la presidència honorària, per acord de la directiva de l'1 d'octubre de 1911. Informà la premsa: «El próximo domingo, en el local que ocupa la Academia de Tipografía, se reunirá la colonia menorquina, presidida por el diputado a Cortes por Menorca, nuestro paisano el doctor Federico Llansó, para tratar de la fundación de un Círculo Menorquín en esta capital».
Més tard, en una segona etapa política, el pensament polític del Dr. Llansó evolucionaria cap a tendències liberals, sobretot a partir del moment d'haver-li-ho sol·licitat el comte de Romanones, Álvaro de Figueroa y Torres, líder nacional de la formació, amb idea de reorganitzar el moviment polític liberal a l'illa. Es tracta del moviment liberal que mantenia arrels històriques no interrompudes amb el partit liberal de Práxedes Mateo Sagasta i, ja en la tombada del segle xx, amb José Canalejas. En aquesta etapa va ser escollit novament diputat per Maó a les eleccions generals espanyoles de 1916 i 1918. Celebrada una reunió dels liberals de Menorca l'abril de 1916, se li va atorgar el dret d'actuar com a candidat liberal a les eleccions.
Al llarg de la seva carrera parlamentària, va concórrer als següents processos electorals, a banda de les de l'any 1907, ja esmentades més amunt:
- Eleccions del 8 de maig de 1910. S'enfrontà a Emili Hédiger i Olivar, un liberal conservador maonès. En aquella ocasió, hi hagué una tumultuosa protesta per frau electoral, i si bé, d'antuvi, hi va ser proclamat diputat en front del conservador Hédiger, per disposició dels tribunals li donaren l'escó a Hédiger. I tanmateix, aquest moriria el novembre de 1910 i de nou passà a mans de Llansó, entre el 3 de gener de 1911 i fins al 2 de gener de 1914. És l'etapa parlamentària en la qual feu la tramitació de la llei de descentralització administrativa.
- A les eleccions següents, celebrades el març de 1914, s'enfrontà al candidat conservador, el ciutadellenc Gabriel Squella i Rossinyol, advocat, però perdé l'escó en favor d'aquest rival de les dretes menorquines.
- Quan es tornarà a presentar a uns comicis ho farà ja com a liberal, però amb el suport dels republicans, un fet prou significatiu per esvair deduccions apressades d'eventuals “migracions” ideològiques per part de Llansó. És el que succeí en el procés del 9 d'abril de 1915. Just uns dies abans d'una anunciada visita a Menorca del comte de Romanones, cap dels liberals espanyols, el Dr. Llansó va venir a Menorca des de Barcelona. La nit del 21 d'abril, a la Casa del Poble, Llansó va presidir una reunió de liberals i republicans, i hi va explicar el seu ingrés al Partit Liberal. Als locals de la Casa del Poble «había gran concurrencia y explicó su evolución política e ingreso en el partido liberal. Recordó los hechos culminantes de la política menorquina durante los últimos años y dedujo la necesidad del bloque de las izquierdas para que no vuelvan a dominar los caciques reaccionarios que han sido tan funestos para Menorca. Hablaron también varios queridos amigos nuestros, reconociendo la necesidad de proceder de acuerdo todas las agrupaciones políticas liberales y progresivas, aunque sin confundirse ni plegar las respectivas banderas. Los numerosos concurrentes aplaudieron estas manifestaciones que traducen el sentir general del partido republicano menorquín». Verificats els comicis dia 9 d'abril, fou alta al Congrés el 19 d'abril de 1915 i fou baixa el 10 de gener de 1918. Lluità per l'escó sense rival, de manera que no calgué esperar al dia de les urnes. Tal com preveia la llei electoral d'aleshores, fou la Junta del Cens de Menorca la instància que dia 2 d'abril procedí a la formalització de l'atorgament de l'escó a Llansó: «No habiéndose presentado otro candidato ayer [domingo, 2 de abril] en la Junta del Censo, fue elegido Diputado a Cortes por este distrito nuestro paisano el reputado médico don Federico Llansó Seguí». Romanones s'havia fet aleshores amb el control i el lideratge dels liberals espanyols, ja que des del desembre anterior, de 1915, Dato havia dimitit com a president del Consell de Ministres, i havia fet cessió del lloc a Romanones, el qual, de seguida, va convocar eleccions generals. Val a dir que el Comitè Datista de Maó s'havia format el novembre de 1915, mentre que el Conservador Maurista s'havia format el març de 1903 sota el lideratge de Joan Victory Taltavull.
- La darrera experiència parlamentària la tingué a les eleccions de 24 de febrer de 1918, amb 4649 vots, de 7314 vots emesos. Obtingué l'alta al cambra el 8 de març de 1918; i fou baixa el 2 de maig de 1919. Aleshores, segons que es veu en els Serveis Documentals de la Cambra, figurava, no ja com a liberal en sentit genèric del mot, sinó com a romanonista. Ara bé, la seva candidatura havia estat estalonada també per les faccions republicanes de Menorca, de manera que cal entendre’l com un candidat d'aglutinació, en front de qui hi va concórrer en nom de les dretes catòliques i monàrquiques: en aquest cas de les eleccions de 1918, contra el militar Carlos de Corral y Usera, nat a Madrid el 4-4-1879, i mort a la mateixa ciutat el 7-4-1938. Era aquest un personatge lligat a l'aristocràcia maonesa, per via de matrimoni amb Clotilde de Olivar y Corominas (18-8-1910), la representant d'una nissaga que, per diverses circumstàncies amb els seus dos germans homes, hagué de ser la continuadora de la baronia de les Arenes, que passà a mans del seu fill Carlos de Corral y de Olivar. De fet, el diari portaveu dels republicans no es va estar d'imprimir un expressiu titular que, l'endemà, feu la següent exclamació cofoia: «Las elecciones de ayer: triunfo espléndido de las izquierdas». Dels set municipis insulars d'aleshores, el Dr. Llansó s'imposà al seu rival a Maó (2212 vots), Ciutadella (1025), Alaior (665), es Castell (196) i Sant Lluís (243). Carlos de Corral, per tant, només superà el seu oponent as Mercadal (335 vots) i Ferreries (217). Entre tots dos rivals polítics, els resultats globals foren: 4649 vots a favor del Dr. Llansó, i 2606 per al militar, amb una diferència de 2043 a favor del primer.

## Obra
Com a metge i polític, és autor de dues monografies. La primera, de caràcter mèdic, es titula La tuberculosis en Menorca, editada a Barcelona el 1919, que conté l'informe que havia llegit en el primer congrés de la Federació Obrera de Menorca celebrat a Ciutadella el 18 de maig d'aquella any. El segon opuscle, derivat de la seva condició de polític, tracta sobre La crisis industrial en Menorca, que va editar el 1915.
El juliol de 1914 fou nomenat soci d'honor de l'Ateneu de Maó.
El 5 d'octubre de 1901, com a soci que era de la Societat Médico-Farmacèutica dels Sants Cosme i Damià de Barcelona, va pronunciar el discurs inaugural del curs 1901-02 (al carrer de la Canuda, 31), amb el títol «Barcelona bajo el punto de vista higiénico: lo que es y lo que debería ser». L'organisme era presidit aleshores pel Dr. Jordi Anguera.

## Defunció
Va morir a Barcelona el 29 de gener de l'any 1933, víctima d'una afecció de broncopneumònia. Com haurien de comentar amb tons unànimes la premsa de la Ciutat Comtal i la de Menorca, havia estat un home estimat de tots els illencs. Els funerals per la seva ànima es feren a la parròquia de Nostra Senyora de Pompeia, de Barcelona, el 15 de febrer de 1933.
La Vanguardia de Barcelona no va retallar espai, a les seves pàgines, quan es produí el traspàs. La necrologia feu d'aquest tenor literal:
| « | A consecuencia de una bronconeumonía que no pudo vencer su delicado organismo, en la madrugada del domingo falleció en esta ciudad el reputado médico doctor don Federico Llansó Seguí, a quien hace pocas semanas, durante las fiestas inaugurales del «Casal del Metge», el Colegio Oficial de Médicos de Barcelona había rendido un homenaje, en el que se incluyó también a todos los compañeros que, como el finado, habían cumplido cincuenta años en el ejercicio de su profesión. El doctor Llansó, cuyos padres eran catalanes, había nacido en Mahón (Menorca) el 20 de mayo de 1862. Cursó sus estudios universitarios en esta Facultad de Medicina, de donde salió con el título de licenciado en Medicina y Cirugía cuando todavía no había cumplido los veinte años. En 1883 alcanzó el grado de doctor en la Universidad Central, y desde entonces, casi sin interrupción, había venido ejerciendo su carrera en Mahón y Barcelona, conquistando a fuerza de estudio un sólido prestigio profesional. En 1909 ingresó por oposición y con el número 1 en el Cuerpo de Sanidad Marítima[., siendo, durante algunos años, director del puerto de Mahón y de aquel Hospital civil. A principios de siglo se instaló de nuevo en Barcelona, donde ejerció el cargo de médico habilitado de la Dirección Marítima de este puerto, y al pedir la excedencia, actuó como médico y fue también profesor auxiliar de la Facultad de Medicina, prestando relevantes servicios en aquel centro benéfico y cooperando desinteresadamente a la labor cultural de los que fueron sus maestros. Llevado de su amor a la tierra que le vio nacer, el doctor Llansó intervino también en política, ostentando la representación en Cortes del distrito de Menorca en cuatro legislaturas y presentando a la Cámara un proyecto de autonomía administrativa, aplicable a los municipios de las Baleares, que aun hoy tiene acérrimos partidarios en aquel archipiélago. También dedicó documentados estudios al problema de la fabricación de calzado, con objeto de salvar de la ruina a esta un día floreciente industria en la isla de Menorca. Fue amigo desinteresado y leal del señor Sol y Ortega, y en los últimos años de su vida este ilustre repúblico halló en el doctor Llansó un consejero y un confidente que compartió con él ideas y sentimientos. Desengañado de la política y enemigo de claudicaciones, hacía ya cerca de dos lustros que el doctor Llansó había abandonado todas sus actividades políticas para dedicarse de nuevo a la ciencia y a su apostolado médico, que fue la pasión más grande de su vida en el sagrado de su hogar. Pertenecía a la Sociedad Económica de Amigos del País y era miembro de honor del Ateneo Científico, Literario y Artístico de Mahón. Ayer tarde se efectuó el entierro del doctor Llansó y el acto constituyó una sentidísima manifestación de duelo, en la que se hicieron representar el gobernador civil de Baleares y el alcalde de Mahón y asistieron personalmente el delegado de Hacienda señor Vázquez Lasarte; el diputado catalán señor Ruiz Ponsetí, el catedrático doctor Ribas y Ribas y otros muchos compañeros del finado, además de numerosísimas personalidades de todas las clases sociales. Sobre el féretro se colocaron varias coronas. El cadáver recibió cristiana sepultura en el Cementerio del SO (DEP). Y reciba la familia, especialmente los hijos del finado, la expresión de nuestro más sentido pésame por el dolor que les aflige y que comparten con ellos muchos amigos. En la casa mortuoria se han recibido muchos telegramas de condolencia de las islas Baleares | » |